# فانجيليس أليكساندرس
فانجيليس أليكساندرس (باليونانية: Βαγγέλης Αλεξανδρής)‏ مواليد 2 فبراير 1951، هو مدرب كرة سلة يوناني ولاعب معتزل. يبلغ طوله 6 قدم 1 بوصة (1.9 م). لعب مع نادي أريس لكرة السلة ونادي إراكليس سالونيك لكرة السلة.

## روابط خارجية
- فانجيليس أليكساندرس على موقع الاتحاد الدولي لكرة السلة (الإنجليزية)
- فانجيليس أليكساندرس على موقع الاتحاد الدولي لكرة السلة (الإنجليزية)
- فانجيليس أليكساندرس على موقع بروبوليرز (الإنجليزية)